# IC 4772
IC 4772 је галаксија у сазвјежђу Лира која се налази на листи објеката дубоког неба у Индекс каталогу.
Деклинација објекта је + 40° 1' 37" а ректасцензија 18h 39m 56,4s. Привидна величина (магнитуда) објекта IC 4772 износи 13,9 а фотографска магнитуда 14,9. IC 4772 је још познат и под ознакама MCG 7-38-14, CGCG 228-20, NPM1G +39.0491, PGC 62217.